# Théodore Labarre
Pour les articles homonymes, voir Labarre.
Théodore Joseph François Berry dit Labarre, né le 21 janvier 1809 à Paris 12e et mort le 9 mars 1870 à Paris 17e, est un compositeur et harpiste virtuose français.

## Biographie
Labarre étudie au Conservatoire de Paris et obtient un second Prix de Rome en 1823. Il vit à Paris et à Londres, et entreprend des tournées de concerts qui le font connaître à un plus large public. Il est nommé inspecteur-accompagnateur à la Chapelle impériale en 1852, puis professeur de harpe au Conservatoire en 1867.
Comme compositeur, Théodore Labarre est l'auteur d'opéras et de ballets, de pièces pour la harpe (fantaisies, nocturnes, duos et trios, et une méthode) ainsi que de nombreuses romances.
En 1862, il est décoré de la Légion d'honneur.
Il meurt le 9 mars 1870 en son domicile, rue Nollet (17e arrondissement de Paris). 

## Œuvres
- Les Deux Familles, livret d'Eugène de Planard, opéra en trois actes, 1831.
- La Révolte des femmes au sérail, ballet en trois actes, 1833.
- L'Aspirant de marine, livret d'Edmond Rochefort et Alexis Decomberousse, opéra en un acte, 1834.
- Le Ménétrier ou Les Deux Duchesses, livret d'Eugène Scribe, opéra en trois actes, 1845.
- Jovita ou Les Boucaniers, ballet-pantomime en trois tableaux, 1853.
- La Fouti, ballet-pantomime en six tableaux, 1855.
- Pantagruel, livret de Henri Trianon, opéra-bouffe en deux actes, 1855.
- Graziosa, ballet-pantomime en un acte, 1861.
- Le Roi d’Yvetot, ballet, 1865.
- Méthode complète pour la harpe contenant les notions élémentaires etc, suivies de 20 caprices en forme d'étude, 1844.